# Київське (Кримський район)
Київське — село в Кримському районі Краснодарського краю. Центр Київського сільського поселення.
Населення — 4,7 тис. мешканців (2002).
Село розташовано на невеличкій річці Кудако (притока річки Адагум), у передгірській зоні, за 12 км північно-західніше міста Кримськ. Залізнична платформа Київський.